# John Szarkowski
John Szarkowski (ur. 18 grudnia 1925. zm. 7 lipca 2007) – amerykański fotograf, historyk i krytyk fotografii, dyrektor departamentu fotografii nowojorskiego Museum of Modern Art. Znany był przede wszystkim jako odkrywca talentów takich fotografów jak Lee Friedlander, William Eggleston czy Jacques'a Henri Lartigue.
W 1967 zorganizował wystawę pod tytułem New Documents, prezentująca prace Diane Arbus, Williama Egglestona, Lee Friedlandera i Gary’ego Winogranda. Była ona przełomową; wynikiem wystawy było powstanie w amerykańskiej fotografii dokumentalnej, nowego kierunku pokazującego surowość świata (por. realizm). W 1976 zorganizował indywidualną wystawę kolorowych prac Williama Egglestona.
Z inicjatywy warszawskiej Akademii Sztuk Pięknych w marcu 2007 roku odbył się w Polsce wykład Sandry Phillips pod tytułem „John Szarkowski i fotografia amerykańska”.